# زاغوريانسكيي
زاغوريانسكيي (بالروسية: Загорянский) هي مدينة في مقاطعة موسكو أوبلاست في روسيا. يبلغ عدد سكانها حوالي 8096 نسمة.